# Гердт Зиновій Юхимович
Гердт Зино́вій Юхи́мович (справжнє ім'я — Храпино́вич Залма́н Ефраї́мович, 8 (21) вересня 1916, Себеж, Вітебська губернія, Російська імперія — 18 листопада 1996, Москва, Росія) — радянський і російський актор театру і кіно, народний артист СРСР (1990).

## Життєпис

### Ранні роки та початок акторської кар'єри
Зіновій Гердт (у колі друзів та близьких, а також у театральному фольклорі відомий під зменшувальним ім'ям Зяма) народився 8 (21) вересня 1916 року у повітовому місті Себежі Вітебської губернії (нині – Псковська область, Росія) під ім'ям Залман Афроімович Храпинович. Був молодшою (четвертою) дитиною в сім'ї Афроїма Яковича Храпіновича та його дружини Рахілі Ісааківни (у дівоцтві – Секун). Батько артиста до революції був прикажчиком, потім комівояжером у комерційних компаніях, після революції – працівником місцевої райспоживспілки.
Навчався у єврейській школі у Себежі, у тринадцятирічному віці опублікував у дитячій газеті на їдиш вірші про колективізацію. У 1932 році переїхав до брата до Москви. Цього ж року вступив до фабрично-заводського училища Московського електрозаводу ім. В. Куйбишева. В училищі познайомився та потоваришував з Ісаєм Кузнєцовим, у майбутньому – письменником та сценаристом, разом із ним почав грати у театрі робітничої молоді (ТРАМ) електриків, організованому Валентином Плучеком. 1934 року, закінчивши ФЗУ, прийшов працювати на Метробуд електромонтажником, продовжуючи грати у театрі. У 1935 році був переведений до професійного складу театру. У 1936—1937 роках грав у Театрі ляльок при Московському Палаці піонерів.
У 1939 році перейшов до організованої Олексієм Арбузовим та Валентином Плучеком Московську державну театральну студію («Арбузовська студія»), де пропрацював до 1941 року. Окрім нього, у студії брали участь Павло Коган, Всеволод Багрицький, Олександр Галич. На честь загиблого у 1942 році Всеволода Багрицького, Гердт назвав свого сина, який народився 1945-го.
Виконав роль Альтмана у виставі «Місто на зорі» Олексія Арбузова. Спочатку виступав під своїм справжнім прізвищем Храпинович, згодом – під артистичним псевдонімом Гердт (що стало його офіційним прізвищем на початку 1960-х; ім'я та по батькові Зіновій Юхимович з'явилися ще пізніше). За спогадами Ісая Кузнєцова, псевдонім було запропоновано Олексієм Арбузовим на ім'я популярної 1920-ті роки балерини Єлизавети Павлівни Гердт.
Напередодні Німецько-радянської війни одружився з акторкою студії Марією Новіковою та пішов добровольцем на фронт. Був командиром саперної роти у званні старшого лейтенанта. У лютому 1943 року під Бєлгородом був важко поранений. Після одинадцяти операцій, найважливіші з яких виконувала провідний хірург Боткінської лікарні Ксенія Вінцентіні (дружина знаменитого конструктора Сергія Корольова), Гердту зберегли пошкоджену ногу, яка з того часу була на 8 сантиметрів коротшою за здорову і змушувала артиста сильно кульгати. Нагороджений орденом Червоної Зірки (1947).
У 1945–1982 роках Гердт працював у трупі Центрального театру ляльок під керівництвом С. В. Образцова. У кінематограф Зіновій Гердт увійшов як актор дубляжу, довгий час залишаючись за кадром. З 1983 року — актор театру ім. М. Н. Єрмолової. На телебаченні Зиновій Гердт з 1962 по 1966 рік, з перервами на гастролі і зйомки, вів передачу «Кінопанорама». Через складності з графіком артист пішов з телепередачі, його наступником став Олексій Каплер. У 90-х роках Гердт був ведучим авторської програми «Чай-клуб» на каналі ТВ-6 Москва. 29 грудня 1994 був в гостях у Влада Лістьєва в останньому випуску програми «Час Пік» 1994 року.
Помер 18 листопада 1996 року в Москві. Похований на Кунцевському кладовищі.
У Києві на Прорізній вулиці 2001 року відкрито пам'ятник Паніковському (персонаж роману «Золоте теля»), прообразом пам'ятника послужив Зиновій Гердт, що виконав роль Паніковського в екранізації роману.

## Фільмографія
- 1958 — Людина з планети Земля — епізод
- 1961 — Юрка — бесштанная команда (короткометражний)
- 1962 — Сім няньок — Шамський, батько Майї
- 1963 — Вулиця Ньютона, будинок 1 — сусід з флюсом
- 1965 — Рік як життя — Борнштедт
- 1965 — Місто майстрів — художник
- 1966 — Авдотья Павлівна — Самуїл Якович Горбіс, селекціонер
- 1966 — Липневий дощ — епізод
- 1967 — Фокусник — Віктор Михайлович Кукушкін, ілюзіоніст
- 1968 — Золоте теля — Михайло Самуелевич Паніковський
- 1968 — О тринадцятій годині ночі — Баба-Яга
- 1969 — Парад-алле — коментатор
- 1970 — Вас викликає Таймир — людина в картатому пальті
- 1970 — Міський романс — ветеран-фронтовик, «старий хворий економіст»
- 1971 — Даурія — генерал Семенов, білий генерал, голова трибуналу
- 1971 — Їхали в трамваї Ільф і Петров — капітан Мазуччо, дресирувальник
- 1971 — Жива вода — епізод
- 1971 — Життя і смерть дворянина Чертопханова — Мошель Лейба
- 1971 — Тінь — міністр фінансів
- 1972 — Карнавал — Скукін, голова журі
- 1972 — Легка вода — епізод
- 1972 — Масштабні хлопці — Олександр Михайлович, перукар
- 1972 — Незвичайний концерт (фільм-спектакль) — Конферансьє, ляльковод
- 1972 — Пічки-лавочки — друг професора Степанова
- 1972 — Приборкання вогню — Артур Матвійович Карташов
- 1973 — Божественна комедія (фільм-спектакль) — Адам
- 1973 — Сумна історія зі щасливим кінцем (короткометражний) — читання тексту
- 1973 — Райські яблучка — диригент
- 1974 — Автомобіль, скрипка і собака Клякса — Ударні / дідусь Давида / тато Давида
- 1974 — Солом'яний капелюшок — месьє Тардіво, рахівник в магазині мадам Бокардон
- 1974 — Дивні дорослі — Олег Оскарович Кукс
- 1976 — Ключ без права передачі — Олег Григорович, учитель фізики
- 1976 — Розіграш — Карл Сигизмундович Йоліков, вчитель хімії
- 1977 — Ходіння по муках — Леон Чорний, анархіст
- 1977 — Горіх Кракатук — майстер-годинникар
- 1978 — Життя Бетховена — Ніколаус Цмескаль, композитор, віолончеліст
- 1978 — Кузен Понс (фільм-спектакль) — кузен Понс
- 1979 — Дружина пішла — сусід
- 1979 — Місце зустрічі змінити не можна — Михайло Михайлович Бомзе
- 1979 — Особливо небезпечні... — Шварц, ювелір
- 1979 — Соловей — радник Тонкс
- 1979 — Троє в човні, не рахуючи собаки — могильник
- 1980 — Адам одружується з Євою — суддя
- 1980 — Скарбничка — оповідач
- 1980 — Про бідного гусара замовте слово — Лев Борисович Перцовський, продавець папуг
- 1981 — 50 років театру ляльок Сергія Образцова (фільм-спектакль)
- 1981 — Зустріч у високих снігів — Натан
- 1982 — Шкура віслюка — поет Оревуар
- 1982 — Продавець птахів (фільм-спектакль) — оповідач
- 1982 — Казки… казки… казки старого Арбату — Христофор Блохін
- 1982 — Я вас дочекаюся — Аркадій Лазаревич Далмацький, дідусь, учитель
- 1983 — Військово-польовий роман — адміністратор кінотеатру
- 1983 — Мері Поппінс, до побачення — адмірал Генрі Бум
- 1983 — Пацани — судовий засідатель
- 1984 — Без сім'ї — Еспіноссу
- 1984 — Герой її роману — Прудянський
- 1984 — І ось прийшов Бумбо... — Франц Іванович, директор пересувного цирку-шапіто
- 1984 — Одеські розповіді Ісаака Бабеля (фільм-спектакль)
- 1984 — Смуга перешкод — Михайло Сергійович, старий умілець у реставраційній майстерні
- 1984 — Понеділок — день звичайний — Самуїл Якович Фанштейна, директор цирку
- 1984 —1986 — Гете. Сцени з трагедії «Фауст» (фільм-спектакль) — Мефістофель
- 1985 — Казкова подорож містера Більбо Беггінса, гобіта (фільм-спектакль) — Автор
- 1986 — Мій ніжно коханий детектив — член клубу холостяків
- 1986 — На золотому ґанку сиділи — Водяний Цар
- 1987 — Костюмер (фільм-спектакль) — Норман
- 1987 — Гніт (короткометражний)
- 1988 — Злодії в законі — адвокат
- 1989 — Биндюжник і Король — Ар'є-Лейб
- 1989 — Інтердівчинка — Борис Семенович, головний лікар
- 1989 — Мистецтво жити в Одесі — Ар'є-Лейб
- 1989 — Поїздка у Вісбаден — Панталеоне
- 1989 — Ти пам'ятаєш наші зустрічі… (короткометражний) — ведучий
- 1990 — Дитинство Тьоми — Абрумка
- 1991 — Загублений в Сибіру — Левензон
- 1992 — Рукопис
- 1993 — Я — Іван, ти — Абрам — Залман, батько Аарона
- 1993 — Життя і незвичайні пригоди солдата Івана Чонкіна — Мойсей Сталін
- 1993 — Я, Фейєрбах (фільм-спектакль) — Фейєрбах
- 1994 — Анекдотіада, або Історія Одеси в анекдотах — артист з Москви
- 1994 — Простодушний — Франсуа-Марі Аруе, в'язень Бастилії
- 1994 — Увертюра
- 1996 — Ревізор — Лука Лукич Хлопов, доглядач училищ
- 1996 — Вітер над містом — Месмер, актор і режисер
- 1997 — Війна закінчена. Забудьте... — актор в ролі відставного генерала

### Озвучування
- 1956 — Сірий розбійник — читає текст
- 1957 — Тиха пристань (анімаційний) — читає текст
- 1959 — Горбань — читає текст
- 1960 — Леон Гаррос шукає друга — коментатор
- 1961 — Дев'ять днів одного року — читає текст
- 1961 — Як мотузочок не в'ється (короткометражний) — текст від автора
- 1961 — Увага, тигр! (документальний) — читає текст
- 1961 — Мішель і Мішутка (короткометражний) — текст від автора
- 1961 — Кар'єра Діми Горіна — закадровий текст
- 1961 — Прекрасна американка — Вирало
- 1961 — Абсолютно серйозно (кіноальманах) — авторський текст за кадром
- 1962 — Банальна історія (анімаційний) — оповідач історії
- 1962 — Історія одного злочину (анімаційний) — від автора читає текст
- 1963 — Увага! У місті чарівник! — читає текст
- 1964 — Хочете — вірте, хочете — ні ... — читає текст
- 1964 — Повернена музика — читає текст
- 1964 — Зелений вогник — озвучує «Москвич-407Т»
- 1965 — Повітряні пригоди — сер Персі Вей-Армитаж — роль Террі Томаса
- 1965 — Париж… Париж (документальний)
- 1966 — Балада про Чердачника (короткометражний) — читає текст
- 1966 — Великі клоуни (документальний) — коментатор
- 1966 — Злісний розтрощувач яєць (анімаційний)
- 1966 — Лабіринт (фільм-спектакль) — читає текст
- 1967 — Міцний горішок — читає текст
- 1968 — Зигзаг удачі — читає текст
- 1968 — Лев узимку — II Генріх  (роль Пітера О'Тула)
- 1969 — Сімейне щастя — читає текст
- 1970 — Вас викликає Таймир — читає текст
- 1970 — Два дні чудес — від автора
- 1970 — Король Лір — король Лір — роль Юрі Ярвета
- 1970 — Пригоди Алдара Косі — оповідач
- 1970 — Спорт, спорт, спорт — читає текст
- 1970 — Чорне сонце — Джон Барт — роль Н.Грінько
- 1970 — Крок з даху — синя Ворона
- 1971 — Їхали в трамваї Ільф і Петров — голос за кадром
- 1971 — Пригоди Незнайка та його друзів (анімаційний)
- 1971 — Не тільки цирк (документальний) — читає текст
- 1972 — Любити людину — голос за кадром
- 1972 — Чоловіки — читає текст
- 1972 — Пригоди Незнайка та його друзів (анімаційний)
- 1972 — Вкрали зебру — від автора
- 1973 — Чудовий — Шаррон / Карпов — роль Вітторіо Капріолі
- 1973 — Зламана підкова — доктор Петерсон — роль В.Паукште
- 1973 — Солоний пес — читає текст
- 1973 — Курчат по осені рахують — від автора
- 1974 — Чарівник Смарагдового міста (анімаційний) — Гудвін
- 1974 — Мавпячий острів (документальний)
- 1974 — Пригоди в місті, якого немає — радник
- 1975 — Втеча містера Мак-Кінлі — Мак-Кінлі (роль Донатаса Баніоніса)
- 1975 — Місце під сонцем — читає текст
- 1975 — Чорна курка (анімаційний)
- 1975 — Любовь с первого взгляда — читає текст
- 1976 — Дениска-Денис (документальний) — читає текст
- 1976 — 12 стільців — читає текст
- 1976 — Час жити, час любити міністр (роль Ю.Ярвета)
- 1976 — Червоне і чорне — маркіз де ла Моль
- 1976 — Моя дружина — бабуся — читає текст
- 1976 —1979 — Пригоди капітана Врунгеля (анімаційний) — Врунгель
- 1977 — О, велосипед! (документальний) — читає текст
- 1977 — Горіховий хліб — роль Антанаса Шурни
- 1977 — Оповідь про хороброго витязя Фет-Фрумоса — від автора
- 1978 — Молодша сестра — оповідач
- 1978 — Мумі-троль і інші (анімаційний) — Мумі-тато, Морра і Домовик
- 1978 — Мумі-троль і комета (анімаційний) — Мумі-тато, Морра і Домовик
- 1978 — Сварка (анімаційний)
- 1979 — Гра в чотири руки — текст за кадром
- 1979 — Поїздка через місто (кіноальманах) — текст від автора
- 1979 — Про цуценя (анімаційний) — вовк
- 1979 — Трубка миру (анімаційний)
- 1980 — Канікули Кроша — текст про фігурки нецке
- 1980 — Історія одного потиличника (короткометражний) — читає текст
- 1980 — Рафферті — морт Кауфман, адвокат Рафферті
- 1981 — Будь здоровий, дорогий! — читає текст
- 1981 — Що б ти вибрав? — автор
- 1981 — Мама для мамонтеня (анімаційний) — морж
- 1981 — Пригоди Тома Соєра і Гекльберрі Фінна — автор
- 1982 — Олімпіоніки (анімаційний) — оповідач
- 1982 — Продавець птахів (фільм-спектакль) — автор
- 1982 — Приборкання велосипеда (анімаційний) — автор
- 1983 — Комета — пес Тузик
- 1984 — Біла троянда безсмертя — читає текст
- 1984 — Блондинка за рогом — Гаврило Максимович
- 1984 — Про всіх на світі (анімаційний) — Шпак-диригент
- 1984 — Розповідь бувалого пілота — командир екіпажу
- 1984 —1985 — Лікар Айболить (анімаційний) — Айболить
- 1985 — Брек! (Анімаційний) — чорний тренер
- 1988 — Історія однієї більярдної команди — голос з радіоприймача

### Режисер
- 1969 — Парад-алле

### Сценарист
- 1966 — Леонід Енгибаров, знайомтеся!
- 1966 — Великі клоуни (документальний)
- 1969 — Парад-алле
- 1971 — Поговорити нам необхідно… (документальний)
- 1975 —  Я більше не буду